# HTTP 파일 서버
HTTP 파일 서버(HTTP File Server, HFS)는 파일을 게시하고 공유하도록 설계된 자유 웹 서버이다. 다른 웹 서버와 비교할 때 CGI나 심지어는 윈도우 서비스를 구동하는 기능과 같은 일부 공통 기능이 제공되지는 않지만, 파일 다운로드 수를 세는 등의 다른 기능들이 포함되어 있다. 평범한 웹 서버로 사용할 경우 이를 사용하지 말 것이 권고된다.

## 역사
개발은 2002년 8월에 시작되었으며 같은 해 9월 버전 1.0이 출시되었다.

## 보안
HFS는 과거에 여러 보안 문제가 있었지만 2013년 기준으로 웹사이트에 따르면 "최신 버전에서 현재 알려진 보안 버그는 없습니다. HFS는 오픈 소스이므로 누구든지 보안 결함을 검사할 수 있습니다. (저희는 수많은 전문 사용자들이 있습니다) 매우 강력하게 설계된 것은 아니지만 HFS는 매우 안정적이며 재시작 없이 수개월 동안 사용되어왔습니다."라고 적혀있다.
https(SSL/TLS)를 제공하기 위해 stunnel과 함께 사용할 수 있다.

## 같이 보기
- 웹 서버